# Лаврентьевский сельсовет
Лаврентьевский сельсовет — сельское поселение в Курманаевском районе Оренбургской области Российской Федерации.
Административный центр — село Лаврентьевка.

## История
Статус и границы сельского поселения установлены Законом Оренбургской области от 2 сентября 2004 года № 1424/211-III-ОЗ «О наделении муниципальных образований Оренбургской области статусом муниципального района, городского округа, городского поселения, установлении и изменении границ муниципальных образований»
Лаврентьевский сельсовет в составе Курманаевского района существовал уже на 1960 год, к нему относились село Лаврентьевка /центр сельсовета/, посёлки Воля, Долговский, Красная Горка, Красная Заря, Федоровский Сырт.

## Население
| 2010 | 2012 | 2013 | 2014 | 2015 | 2016 | 2017 |
| ---- | ---- | ---- | ---- | ---- | ---- | ---- |
| 489  | ↘475 | ↘456 | ↘449 | ↘447 | ↘420 | ↘407 |
| 2018 | 2019 | 2020 | 2021 |      |      |      |
| ↘387 | ↘371 | ↘361 | ↗365 |      |      |      |

## Состав сельского поселения
| № | Населённый пункт | Тип населённого пункта       | Население |
| - | ---------------- | ---------------------------- | --------- |
| 1 | Лаврентьевка     | село, административный центр | ↗365      |